# John Richardson (Naturforscher)

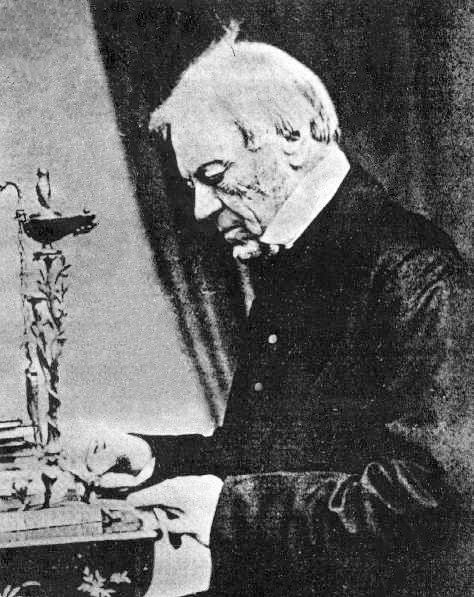
John Richardson

Sir John Richardson (* 5. November 1787 in Dumfries, Schottland; † 5. Juni 1865 in Grasmere, Westmorland) war ein schottischer Naturhistoriker, Mediziner, Botaniker, Zoologe, Geologe, Polarforscher, Ichthyologe und Entdecker. Sein offizielles botanisches Autorenkürzel lautet „Richardson“.

## Leben
Im Jahre 1801 begann Richardson mit seinem Medizin- und teilweisen Naturgeschichtestudium an der Universität Edinburgh. Nebenbei diente er 1804–06 als Hauschirurg an der Dumfries and Galloway Royal Infirmary, dem Krankenhaus in Dumfries. Er ging 1807 von der Universität ab und trat in die britische Marine ein. Dort diente er als Assistenzchirurg und Leitender Chirurg auf verschiedenen Schiffen der Britischen Flotte und bereiste den Nordatlantik, das Mittelmeer und die Ostsee. Im Jahre 1816 machte er in Edinburgh seinen Doktor in Medizin.
Richardson wurde befohlen, 1819–22 als Dritter und 1825–27 als Zweiter Schiffschirurg Rear-Admiral Sir John Franklin (1786–1847) bei dessen Suche nach der Nordwestpassage zu begleiten. Dabei machte er botanische, ichthyologische und geologische Beobachtungen und hielt diese in mehreren naturwissenschaftlichen Werken fest. Die von ihm während dieser Reisen gesammelten Pflanzen hat der britische Botaniker William Jackson Hooker in seinem zweibändigen Werk Flora boreali-americana (1829–1840) beschrieben.
In den Jahren 1824–38 diente Richardson in der Chatham-Marinedivision als Chirurg, ab 1828 als Chefarzt am Melville Hospital und vollendete sein Naturgeschichtestudium. Daraufhin wurde ihm die Chefarztstelle am Royal Naval Hospital in Haslar angeboten. Dort war es eher möglich, die Naturgeschichte zu erforschen als in medizinischer Richtung, und er wurde auch Mentor naturwissenschaftlicher Koryphäen wie beispielsweise Charles Darwin (1809–1882) oder Thomas Henry Huxley (1825–1895). 1840 wurde er zum Inspektor für Krankenhäuser der Navy und hatte den Posten bis zu seinem Ruhestand inne.
Für die Suche nach dem verschollenen John Franklin (1847–49) wurden Richardson als Commander und John Rae (1813–1893) auserwählt. Sie ging jedoch erfolglos aus. Richardson nutzte die Reise auch zur Erforschung der Region um den Mackenzie River und Cape Kendall.
Im Jahre 1855 setzte sich Sir Richardson in Grasmere zur Ruhe, trotzdem wurde er 1857 nochmals Doktor, diesmal in Jura an der University of Dublin. Er starb am 5. Juni 1865 in Grasmere.

## Ehrungen
Richardson wurde 1825 Fellow of Royal Society und 1846 wurde er von Königin Victoria zum Knight Bachelor geschlagen. 1855 wurde er Ehrenmitglied (Honorary Fellow) der Royal Society of Edinburgh. Er wurde 1856 von der Royal Society of London mit der Royal Medal ausgezeichnet. Nach ihm sind die Richards Island in den Nordwest-Territorien, die Richardson Mountains im Norden Kanadas und der Richardson River in Nunavut benannt. Das Richardson-Ziesel trägt ebenfalls seinen Namen.

## Werke
- Fauna Boreali-Americana or The Zoology of the northern parts of British America. Murray, London 1829–31.
- The Zoology of the voyage of H. M. S. Erebus & Terror, under the command of Captain Sir James Clark Ross during the years 1839 to 1843. Janson, London 1844–75.
- The museum of natural history. New York 1862.